# Volta al País Basc 1925
La Volta al País Basc 1925 és la 2a edició de la Volta al País Basc. La cursa es disputà en tres etapes, entre el 6 i el 9 d'agost de 1925, per a un total de 670 km.
En aquesta edició es van inscriure un total de 85 ciclistes, dels quals finalment en van prendre part 66 i l'acabaren 37 d'ells. El vencedor final fou el belga Auguste Verdijck, basant la seva victòria en la tercera i última etapa, en què obtingué quasi set minuts sobre els fins aleshores líder, Joseph Pe.

## Etapes
| Etapa    | Data      | Recorregut             | Km  | Vencedor de l'Etapa    | Líder de la general    |
| -------- | --------- | ---------------------- | --- | ---------------------- | ---------------------- |
| 1a etapa | 6 d'agost | Bilbao-Pamplona        | 227 | Joseph Pe (BEL)        | Joseph Pe (BEL)        |
| 2a etapa | 7 d'agost | Pamplona-Sant Sebastià | 270 | Félix Sellier (BEL)    | Joseph Pe (BEL)        |
| 3a etapa | 9 d'agost | Sant Sebastià-Bilbao   | 173 | Auguste Verdijck (BEL) | Auguste Verdijck (BEL) |

## Classificació general
|    | Ciclista                      | Equip                 | Temps       |
| -- | ----------------------------- | --------------------- | ----------- |
| 1  | Auguste Verdijck (BEL)        | Automoto - Hutchinson | 24h 50' 34" |
| 2  | Joseph Pe (BEL)               |                       | + 5' 33"    |
| 3  | Marcel Bidot (FRA)            | Alcyon - Dunlop       | + 9' 40"    |
| 4  | Albert Dejonghe (BEL)         | JB Louvet             | + 12' 46"   |
| 5  | Adelin Benoit (BEL)           | Thomann               | + 15' 07"   |
| 6  | Camille van de Casteele (BEL) | JB Louvet             | + 26' 38"   |
| 7  | Aimé Dossche (BEL)            |                       | + 29' 00"   |
| 8  | Louis Mottiat (BEL)           | Alcyon - Dunlop       | + 30' 14"   |
| 9  | Jules Matton (BEL)            | Armor                 | + 30' 40"   |
| 10 | Jules Buysse (BEL)            | Automoto - Hutchinson | + 30' 48"   |